# Diamantsmuglerne fra East River
Diamantsmuglerne fra East River er en amerikansk stumfilm fra 1920 af Thomas R. Mills.

## Medvirkende
- Tom Moore som Phoebe Plunkett
- Naomi Childers som Olga Karakoff
- Christine Mayo som Patricia Melton
- Edwin Stevens som Karakoff
- Lionel Belmore som Rosenthal
- Edwin Wallock som Durand
- Clarence Wilson som Jues
- Milton Ross som Slater
- Betty Lindley som Helen Crosby
- Florence Deshon som Marquise
- Jack Richardson som Pat's Pal